# Koninklijke Vereeniging Het Nederlandsch Tooneel
Die Koninklijke Vereeniging Het Nederlandsch Tooneel, abgekürzt: K.V.H.N.T. oder KVHNT, war eine niederländische Theatergesellschaft zwischen 1876 und 1930, welche in der Koninklijke Haagsche Schouwburg beheimatet war. In Amsterdam bespielte die Vereinigung die Stadsschouwburg und das deutschsprachige Grand Théatre. Gegründet wurde die Truppe von Hendrik Jan Schimmel, Abraham Carel Wertheim und Gijsberg van Tienhoven.
Ab 1882 trug die  KVHNT den Titel Predicaat Koninklijk und erhielt finanzielle Unterstützung von König Wilhelm III.
Das Theaterensemble hatte während seiner Geschichte viele berühmte Namen in seinen Reihen. Allen voran wirkte Louis Bouwmeester 23 Jahre lang in der Truppe.  Auch dessen Schwester Theo Mann-Bouwmeester begleitete das Ensemble 35 Jahre. Als sie sich jedoch am 4. Juli 1920 an einem Schauspielerstreik beteiligte, verschlechterte sich das Verhältnis zur Führung und sie schied aus. Maria Johanna Kleine-Gartman und Magda Janssens ergänzten ab 1915 für jeweils zehn Jahre die Gesellschaft.
Weitere namhafte Mitwirkende waren Willem Royaards und Ko van Dijk sr. Der Dramatiker Herman Roelvink (1883–1957) war von 1913 bis 1919 künstlerischer Leiter.